# Symphonie no 13 de Chostakovitch
Babi Yar
Pour les articles homonymes, voir Symphonie no 13.
La Symphonie no 13 en si bémol mineur (op. 113, sous-titrée Babi Yar) de Dmitri Chostakovitch, pour voix basse, chœur d'hommes et orchestre, fut créée le 18 décembre 1962 à Moscou par l'Orchestre philharmonique de Moscou et le chœur de l'Institut Gnessine sous la direction de Kirill Kondrachine (après que Evgeni Mravinski eut refusé de diriger l'œuvre). Le soliste était Vitali Gromadski.

## Structure
L'œuvre est composée de cinq mouvements :
1. Adagio : Babi Yar
2. Allegretto : Humour
3. Adagio : Au magasin
4. Largo : Peurs
5. Allegretto : Une carrière

## Fiche technique
- Titre : Symphonie no 13 en si bémol mineur, op. 113
  - Sous-titre : Babi Yar
- Composition : 1962
- Création : 18 décembre 1962 par l'Orchestre philharmonique de Moscou et le chœur de l'Institut Gnessin avec Vitali Gromadski sous la direction de Kirill Kondrachine

### Orchestration
| Instrumentation de la Symphonie n° 13 |
| Cordes |
| premiers violons, seconds violons, altos, violoncelles, contrebasses, 2-4 harpes |
| Bois |
| Petite flûte, 2 flûtes 3 hautbois (le troisième jouant aussi du cor anglais) 3 clarinettes si bémol (la troisième jouant aussi de la petite clarinette en mi bémol et de la clarinette basse en si bémol), 3 bassons (le troisième jouant aussi du contrebasson) |
| Cuivres |
| 4 cors en fa, 3 trompettes en si bémol, 3 trombones, tuba |
| Percussions |
| timbales, triangle, castagnettes, wood-block, tambour de basque, caisse claire, cymbales, fouet, grosse caisse, tam-tam, cloche, glockenspiel, xylophone, célesta, piano                                                                                         |

## Histoire

### Composition
La symphonie présente des poèmes de Evgueni Evtouchenko sur le massacre de Babi Yar et autres violences antisémites, y compris l'affaire Dreyfus, le Pogrom de Bialystok et la vie d'Anne Frank, ainsi que d'autres textes. La symphonie fut composée alors que régnait la censure en Union soviétique et Nikita Khrouchtchev menaça de stopper l'exécution de l'œuvre. La création eut bien lieu, mais dans des conditions dramatiques, et en 1965 Evtouchenko fut contraint de réécrire la première strophe de son poème pour proclamer que des Russes et des Ukrainiens non juifs avaient péri aux côtés des juifs à Babi Yar. La partition avec le texte original a été à nouveau publiée en 1970.

Chostakovitch aurait avoué à Edison Denisov — un compositeur proche — qu'il a toujours détesté l'antisémitisme. A propos du massacre de Babi Yar et de la place des juifs dans l'Union soviétique, il aurait confié à son ami Solomon Volkov :
... Il serait temps que les juifs puissent vivre heureux et en paix là où ils sont nés : en Russie. On ne devrait jamais oublier la dangerosité de l'antisémitisme, et nous devrions continuer à faire de la prévention, parce que cette infection est toujours en vie, et qui sait si un jour elle disparaîtra.
C'est d'ailleurs pourquoi j'ai été réjoui, lorsque j'ai lu le texte de Babi Yar : le poème m'a surpris. Et il a surpris des milliers de gens : beaucoup avaient entendu parler de Babi Yar, mais c'est avec le texte, écrit par Evtouchenko, qu'ils s'en sont vraiment rendu compte. Beaucoup avaient essayé de détruire la mémoire de Babi Yar, d'abord les Allemands eux-mêmes, puis le gouvernement ukrainien ; mais ce texte est devenu une preuve même que ce qui s'est passé à Babi Yar ne sera jamais oublié. Voilà une preuve de la puissance de l'art. 
Les gens savaient ce qu'il s'était produit à Babi Yar, même avant le poème de Evtouchenko, mais ils ont décidé de se taire. Le texte de cette symphonie a brisé le silence. L'art détruit le silence.

La création de l'œuvre fut mouvementée : Mravinsky ayant, à la surprise générale, refusé de diriger la première, c'est Kirill Kondrachine qui le remplace, alors qu'il a créé la Quatrième Symphonie du même Chostakovitch peu de temps auparavant (cette symphonie écrite en 1936 ne fut créée qu'en 1961, pour des raisons d'exécution et de son contenu difficilement tolérable par les autorités). Deux basses étaient pressenties pour chanter la partie soliste : Alexandre Vedernikov et Boris Gmyria. Le premier refuse, et le second accepte. Mais le jour de la générale, Gmyria reçoit l'ordre de quitter les répétitions, du fait qu'il est demandé au Bolchoï de toute urgence. Kondrachine s'emporte, car il sait que le Bolchoï compte suffisamment de basses pour se passer de Gmyria. Il se résout à engager la doublure, Vitaly Gromadsky. Après plusieurs recherches, on le trouve et la générale peut continuer. Le soir même, la tension est palpable, l'orchestre joue la symphonie Jupiter de Mozart en première partie. Lorsque chœur, soliste et chef arrivent sur scène et prononcent les premiers vers de Babi Yar, le public est frappé de plein fouet. À la fin de la symphonie, le succès est énorme et le public acclame le compositeur timidement assis dans le parterre d'orchestre.
| version originale | version remaniée |
| - Je me sens un Juif - Ici je marche dans l'ancienne Égypte - Ici je meurs cloué sur la croix - Et maintenant j'en porte les plaies - Je deviens un cri gigantesque - Au-dessus de milliers d'hommes enterrés là - Je suis chaque vieux assassiné ici, - Je suis chaque enfant assassiné là | - Ici je suis à la source de la fontaine - Ça me donne foi en la fraternité - Ici reposent les Russes, les Ukrainiens - Ensemble avec les Juifs sur cette terre - Je pense aux héros morts pour la patrie - Car ils ont barré la route au fascisme - Jusqu'au plus petit grain de poussière, elle est proche de moi - Dans ce qu'elle est et dans son destin |

## Analyse
L'œuvre est fortement influencée par Mahler et Moussorgski.

## Discographie sélective
| Direction     | Orchestre                                                                              | Soliste                            | Enregistrement                                  | Label                             | Note |
| ------------- | -------------------------------------------------------------------------------------- | ---------------------------------- | ----------------------------------------------- | --------------------------------- | --- |
| Barshai       | Orchestre symphonique de la WDR de Cologne                                             |                                    | 11-14 septembre 2000                            | Brilliant Classics                | (OCLC 233166247)                                                                                                |
| Haitink       | Chœur et Orchestre royal du Concertgebouw                                              | Marius Rintzler                    | 1984                                            | Decca                             | (OCLC 30431273)                                                                                                 |
| Jansons       | Orchestre symphonique de la Radiodiffusion bavaroise                                   | Sergei Aleksaskin                  | janvier 2005                                    | EMI                               | (OCLC 62191459)                                                                                                 |
| Kondrachine   | Orchestre philharmonique de MoscouOrchestre symphonique de la Radiodiffusion bavaroise | GromadskyArthur EisenShirley-Quirk | 20 décembre 196223 août 196718-19 décembre 1980 | Russian Disc/PragaMelodiyaPhilips | Concert de création (OCLC 30665993 et 900481854)Enregistrement officiel (OCLC 699164428)Concert (OCLC 14967523) |
| Previn        | Orchestre symphonique de Londres                                                       | Dimiter Petkov                     | 5-6 juillet 1979                                | EMI                               | (OCLC 820476173)                                                                                                |
| Rojdestvenski | Orchestre symphonique de l'URSS                                                        | Anatoli Safiulin                   | 1985                                            | Melodiya                          | (OCLC 23530194 et 49696932)                                                                                     |
| Rostropovitch | Orchestre symphonique de Washington                                                    | Nicola Ghiuselev                   | janvier 1988                                    | Erato                             | (OCLC 659077957)                                                                                                |